# Arbetsmiljölagen
Arbetsmiljölagen (1977:1160), förkortat AML, är en lag som är antagen av Sveriges riksdag 1977.
Lagens ändamål är enligt 1 kap 1 § att förebygga ohälsa och olycksfall i arbetet samt att även i övrigt uppnå en god arbetsmiljö.
Enligt 3 kap 1a § ska arbetsgivare och arbetstagare samverka för att åstadkomma en god arbetsmiljö.
Enligt 6 kap 1 § ska arbetsgivare och arbetstagare bedriva en på lämpligt sätt organiserad arbetsmiljöverksamhet.
Ursprungligen var lagens huvudsyfte att förbättra den fysiska arbetsmiljön, men från och med 1977 omfattar arbetsmiljölagstiftningen i Sverige även arbetstagarnas psykiska hälsa och välmående, så kallad psykosocial arbetsmiljö. 
Idag handlar arbetsmiljö alltså om allt som påverkar människor på jobbet. Luft, ljud, kemikalier, maskiner, arbetsmängd, arbetsinnehåll, arbetsorganisation, stress och möjlighet till återhämtning. Även de sociala behoven ingår som en del i arbetsmiljön: arbetet ska ge tillfälle till utveckling, ny kunskap och gemenskap med arbetskamrater. 
Arbetsgivaren har det huvudsakliga ansvaret för arbetsmiljön och ska enligt arbetsmiljölagen "vidta alla åtgärder som behövs för att förebygga att arbetstagare utsätts för ohälsa eller olycksfall". Men det ligger också ansvar på arbetstagaren att följa lagen och aktivt medverka till att arbetsmiljön blir bra.